# اليوكوت

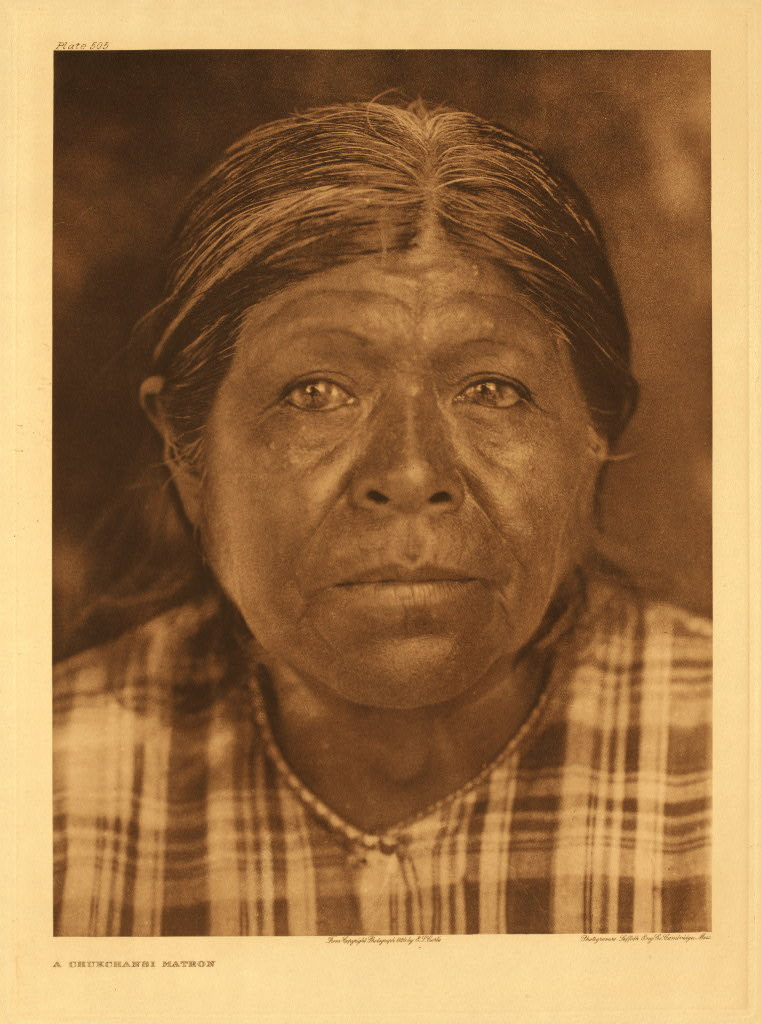

اليوكوت (عُرفوا سابقًا باسم الماريبوسا) هم جماعة إثنية من الأمريكيين الأصليين الذين قطنوا وسط كاليفورنيا. قبل الاتصال الأوروبي، كان اليوكوت يتألفون مما يصل إلى 60 قبيلة تتكلم عدة لغات متقاربة.
يفضل بعض سلائلهم الإشارة إلى أنفسهم بأسمائهم القبلية الخصوصية؛ إذ يرفضون مصطلح اليوكوت، قائلين إنه اسم أجنبي اخترعه المستوطنون والمؤرخون الناطقون بالإنجليزية. تشتمل التصنيفات الفرعية المُعتمدة يوكوت التل، ويوكوت الوادي الشمالي، ويوكوت الوادي الجنوبي.

## منطقتهم
سكنت قبائل اليوكوت وادي سان هواكين، من دلتا ساكرامنتو – نهر سان هواكين («الدلتا») في الجنوب إلى بيكرسفيلد والتلال المتاخمة لسلسلة جبال سييرا نيفادا، التي تمتد باتجاه الشرق.
في النصف الشمالي من أرض اليوكوت، سكنت بعض القبائل تلال السلسلة الساحلية ناحية الغرب. ثمة دليل على أن اليوكوت قطنوا سهل كاريزو وأبدعوا فنًا صخريًا في منطقة الصخور المطلية.

## تعدادهم
تباينت تقديرات التعداد السكاني لمعظم مجموعات كاليفورنيا الأصلية في فترة ما قبل الاتصال بصورة كبيرة جدًا (إنظر تعداد السكان الأصليين في كاليفورنيا). حدد ألفريد إل. كروبر في عام 1925 تعداد اليوكوت في العام 1770 ب18,000 نسمة.
اقترح عدة متحرين لاحقين أن المجموع يجب أن يكون أكبر بكثير. اقترح روبرت إف. هايزر وآلبرت بي. إلساسر في عام 1980 أن عدد اليوكوت قد بلغ 70,000 نسمة تقريبًا. كانوا من أعلى شعوب أمريكا الشمالية كثافة سكانية إقليمية في فترة ما قبل الاتصال.
كانت خمسينيات القرن التاسع عشر فترة كارثية على هنود كاليفورنيا بسبب غزو المستوطنين الأوروبيين – الأمريكيين مواطنهم، وقد قتلوا واستعبدوا أعدادًا كبيرة من السكان الأصليين. وقعت الحكومة الفدرالية، التي كانت قد ضمت كاليفورنيا مؤخرًا بعد هزيمتها المكسيك - الأمريكية في الحرب المكسيكية، معاهدة (واحدة من ثمانية عشر معاهدة مشابهة وُقعت على نطاق الدولة، تُخصص سبعة ونصف بالمئة من منطقة أرض كاليفورنيا) حددت بها محمية مقترحة ومئتي رأس من الماشية سنويًا.
فشل مجلس الشيوخ الأمريكي بالتصديق على أي من المعاهدات الثمانية عشر في تصويت سري أُجري في يوم 8 يوليو من عام 1852، إذ امتنع كل الأعضاء عن التصويت أو صوتوا بلا. لم تُعلن نتيجة التصويت حتى عام 1905. انتهجت حكومة الدولة المُنظمة حديثًا نهجًا مختلفًا. في عام 1851، قال حاكم كاليفورنيا بيتر بورنيت أنه إذا لم يتحرك الهنود إلى شرق السييرا، «ستُشن حرب إبادة مستمرة حتى ينقرض عرق الهنود».
على مدى خمسين العام التالية، شن المستوطنون وميليشيات ولاية كاليفورنيا في نهاية المطاف حربًا على اليوكوت وغيرهم من القبائل الأصلية فيما صار يُعرف بالإبادة الجماعية في كاليفورنيا. انخفض عدد اليوكوت بنسبة 93% بين عامي 1850 و1900، وأُجبر عديد من الباقين على العبودية التعاقدية التي أقرتها ولاية كاليفورنيا في قانون إدارة وحماية الهنود. بقي القليل من يوكوت الوادي، وكانت أبرز قبيلة بينهم هي التاتشي. قدر كروبر عدد اليوكوت في عام 1910 بـ 600 نسمة.
سُجل ما مجموعه 2000 من اليوكوت في القبيلة المُنظمة فدراليًا. قُدر عدد 600 نسمة من اليوكوت الذين قيل أنهم ينتمون لقبائل غير معروفة.

## لغتهم
وفقًا لجامعة ولاية سان دييغو، لغات اليوكوت فرد من عائلة لغات البينوتية.